# Ряжск

Хлебная улица и Церковь Св. Троицы, начало XX века

Ряжск — город (с 1502) в Рязанской области, административный центр Ряжского района.
Население — 21 189 (2019).
Станция Ряжск I — узел железнодорожных линий на Рязань, Тулу (Московская железная дорога), Пензу (Куйбышевская железная дорога), Мичуринск (Юго-Восточная железная дорога) и автодорог.

## География
Расположен в 117 км к югу от Рязани на северо-западной окраине Окско-Донской равнины, на высоком и крутом берегу реки Хупта.

### Климат
Преобладает умеренно континентальный климат. Июль самый тёплый месяц в году, его средняя температура около 19,3 °C, а самый холодный месяц — январь, со средней температурой около −10.2 °C.
Среднегодовое количество осадков — 460 мм.

## Название
Первичная форма названия — Рясск (Ряской город, Рясское городище, Ряской) была мотивирована географическими именами с основой ряс-. В XVI—XVII веках между реками Рановой и Рясой (бассейн Воронежа) существовал Рясский волок, проходивший через Рясское поле. Местность эта была так названа по группе речек с общим наименованием Ряса (Рясы), имеющих при себе уточняющие определения (Становая, Московая, Ягодная, Гущина, Раковая и др.). Гидроним возник из народного географического термина ряса — «мокрое место, топь».
Последующее ослабление первичной мотивации названия города привело к появлению новой смысловой связи со словом ряж — гидротехническое сооружение в виде деревянного сруба, что было отражено в гербе населённого пункта, принятом в 1779 году. Этому способствовала память о том, что город Ряжск на реке Хупта прежде выполнял оборонительную роль на южных рубежах Русского государства.

## История

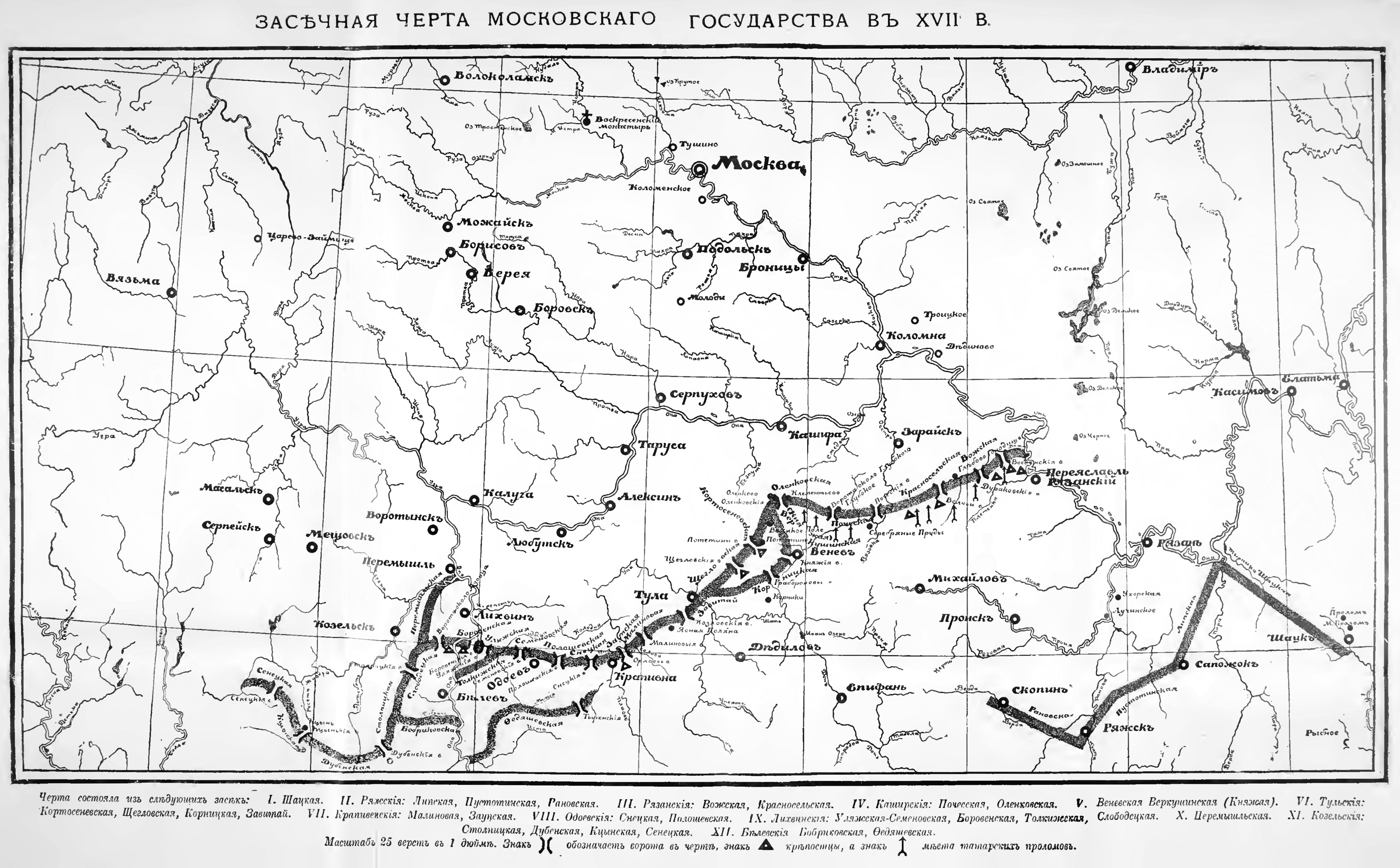
Ряжск на карте Большой засечной черты в XVII веке

Город-предшестенник Ряжска упоминается в исторических актах в 1502 году под названием Рясское Поле. Возник на севере Рясского поля как укреплённый пункт, контролировавший волок, который соединял бассейны рек Ока и Дон. После разрушения татарами первоначального укрепления новая Ряжская крепость была выстроена воеводой Михаилом Колычёвым на берегу Хупты в 1557 году. Она возводилась на древнерусском городище XII—XIV веков и поначалу называлась Ватман, прежде чем на неё перешло имя Ряжск. В XVI—XVII веках Ряжск входил в Большую Засечную черту, защищая русские земли от набегов крымских и ногайских татар. Укрепления, состоявшие из кремля и острога, сильно пострадали в Смутное время. В течение XVII века были восстановлены лишь стены кремля. Его военное значение утратилось в начале XVIII века.
В 1778 году Ряжск становится уездным городом, центром Ряжского уезда в составе Рязанского наместничества, а с 1796 года — губернии.
Во второй половине XIX века город превращается в важный железнодорожный узел на пересечении Рязано-Уральской и Сызрано-Вяземской железных дорог. В 1866 году открылось движение на участке Рязань — Козлов. Через год поезда пошли из Ряжска в Моршанск, в 1870 году — на Скопин. Железнодорожный посёлок Новоряжский, построенный в те времена, ныне входит в черту города.
В 1906 году в Ряжске действовали 12 промышленных предприятий, в том числе мукомольные, кирпичные, крупяные фабрики.
В декабре 1917 года в Ряжске создаются органы советской власти. В селе Петрово в январе 1918 года уроженец села И. Ф. Вышегородцев (1896—1971) организовал ячейку РСДРП(б). В марте 1918 года РСДРП(б) была переименована в Российскую коммунистическую партию (РКП(б)). Тогда же Вышегородцев был избран председателем Ряжского уездного комитета (укома) РКП(б).
В время гражданской войны большевиками была введена продразвёрстка как часть советской политики «военного коммунизма». Декретом СНК от 11 января 1919 было объявлено введение продразвёрстки на всей территории Советской России, реально же продразвёрстка осуществлялась поначалу только в центральных губерниях, контролировавшихся большевиками. Недовольство проводимой большевиками политикой хлебозаготовок на фоне злоупотреблений власти и игнорирования интересов крестьянства, в том числе во внедрении в жизнь деревни антирелигиозных воззрений, а иногда прямая агитация против церкви приводило к стихийным выступлениям. В конце мая 1920 года из-за действий продотрядов восстали крестьяне в Ряжском уезде. Ядром восставших стал отряд Агальцова (Афанасий Фёдорович Семёнов, родом из крестьян села Щурово). К маю 1920 года в отряде было до 400 человек. В конце мая около 15 тыс. крестьян из 4-х пригородных селений под звон колоколов пошли на Ряжск, свергать Советскую власть. Войдя в город, они устроили митинг возле тюрьмы. Но скоро к Ряжску были подтянуты находившиеся в уездах продотряды и конный отряд ЧК. По восставшим открыла огонь артиллерия шрапнелью, после чего они разбежались и крестьянское восстание было подавлено. После этого произошло ещё одно крупное выступление в селе Незнаново, подавленное ряжским отрядом Частей особого назначения под командованием Якова Вышегородцева. В начале июля 1920 года ядро группы Агальцова, состоящей из 5 человек, было ликвидировано, а сам он был убит.
В годы Великой Отечественной войны через Ряжск проходили колонны автомобилей, перевозящих оборудование эвакуируемых предприятий с западной части страны. В конце ноября 1941 года германские войска подошли на расстояние 15 км от города. В городе было объявлено осадное положение и создан отряд народного ополчения, в который вступили 3 тысячи жителей. Немецкая авиация бомбила стратегически важные объекты: железнодорожный вокзал, мост у села Поплевина, станцию Шереметьево. В это время в Ряжск прибыл эшелон с 3-м батальоном 84 бригады морской пехоты. В течение одного дня советские части под командованием генерала С. И. Руденко выбили захватчиков из города Скопин. Позже, в декабре 1941 года около Ряжска дислоцировался 61-я резервная армия, штурмовая авиационная дивизия под командованием генерал-лейтенанта авиации Г. П. Кравченко, которую прикрывали с воздуха авиационные части ПВО генерал-майора авиации П. М. Стефановского. За активное участие в борьбе с немецко-фашистскими захватчиками несколько тысяч жителей Ряжска и района были награждены орденами и медалями. На братском кладбище Ряжска стоит обелиск в честь погибших воинов.
8 февраля 1962 года в черту Ряжска был включён рабочий посёлок Новоряжск.

## Население
| 1856    | 1859    | 1897    | 1913    | 1926    | 1931    | 1939    | 1959    | 1967    |
| ------- | ------- | ------- | ------- | ------- | ------- | ------- | ------- | ------- |
| 2900    | ↗2937   | ↗14 835 | ↗16 500 | ↘16 164 | ↗16 600 | ↘5505   | ↗7414   | ↗24 000 |
| 1970    | 1979    | 1989    | 1992    | 1996    | 1998    | 2000    | 2001    | 2002    |
| ↗25 425 | ↘25 250 | ↗27 217 | ↘27 100 | ↘27 000 | ↘26 800 | ↘26 200 | ↘25 900 | ↘22 850 |
| 2003    | 2005    | 2006    | 2007    | 2008    | 2009    | 2010    | 2011    | 2012    |
| ↗22 900 | ↘22 400 | ↘22 200 | →22 200 | ↘22 100 | ↗22 102 | ↘21 674 | ↗21 700 | ↗21 800 |
| 2013    | 2014    | 2015    | 2016    | 2017    | 2018    | 2019    | 2020    | 2021    |
| ↘21 784 | ↘21 673 | ↘21 666 | ↗21 701 | ↘21 623 | ↘21 457 | ↘21 189 | ↘20 936 | ↘20 634 |
| 2023    |         |         |         |         |         |         |         |         |
| ↘20 197 |         |         |         |         |         |         |         |         |

На 1 января 2025 года по численности населения город находился на 660-м месте из 1124 городов Российской Федерации.
Национальный состав
По итогам переписи населения 2020 года проживали следующие национальности (национальности менее 0,1 % и другое, см. в сноске к строке «Другие»):
| Национальность | Численность, чел. | Доля     |
| -------------- | ----------------- | -------- |
| Русские        | 18 602            | 90,15 %  |
| Цыгане         | 137               | 0,66 %   |
| Армяне         | 106               | 0,51 %   |
| Украинцы       | 41                | 0,20 %   |
| Азербайджанцы  | 41                | 0,20 %   |
| Узбеки         | 28                | 0,14 %   |
| Таджики        | 22                | 0,11 %   |
| Другие         | 1657              | 8,03 %   |
| Итого          | 20 634            | 100,00 % |

## Местное самоуправление
Органами и должностными лицами местного самоуправления в городе (формально Ряжское городское поселение) являются:
- Совет депутатов — представительный орган муниципального образования. Состоит из 15 депутатов, избираемых сроком на пять лет. 9 сентября 2018 года состоялись выборы депутатов 4 созыва.

- глава администрации — высшее должностное лицо. Главой Ряжского городского поселения является Насонов А.В.

- администрация — исполнительно-распорядительный орган муниципального образования.

- контрольно-ревизионная комиссия.

## Экономика
Ведущая отрасль промышленности Ряжска — пищевая. Крупнейшие предприятия: «Ряжский погребок» (предприятие объявлено банкротом), Ряжский молочный комбинат (закрыт, банкрот), «Ряжскзернопродукт», Хлебокомбинат (закрыт, банкрот), печатная фабрика, кирпичный (в 2014 году ликвидировался после пожара 30 июля) и авторемонтный заводы, Ряжский Рыбхоз. Ряжская печатная фабрика (бывш. «Гознак») является крупнейшим в России производителем почтовых конвертов. Существует традиция художественного ткачества.
В Ряжском районе выращивают зерновые культуры, картофель, овощи, сахарную свёклу. Разводят крупный рогатый скот, свиней, птицу, рыбу.
Месторождения бурого угля, открытое в начале XVIII века у села Петрово, положило начало исследованию и освоению будущего Подмосковного угольного бассейна. Сегодня здесь — помимо угля — добываются минеральные красители, щебень, глины и строительный песок.
Есть несколько гостиниц.

## Транспорт

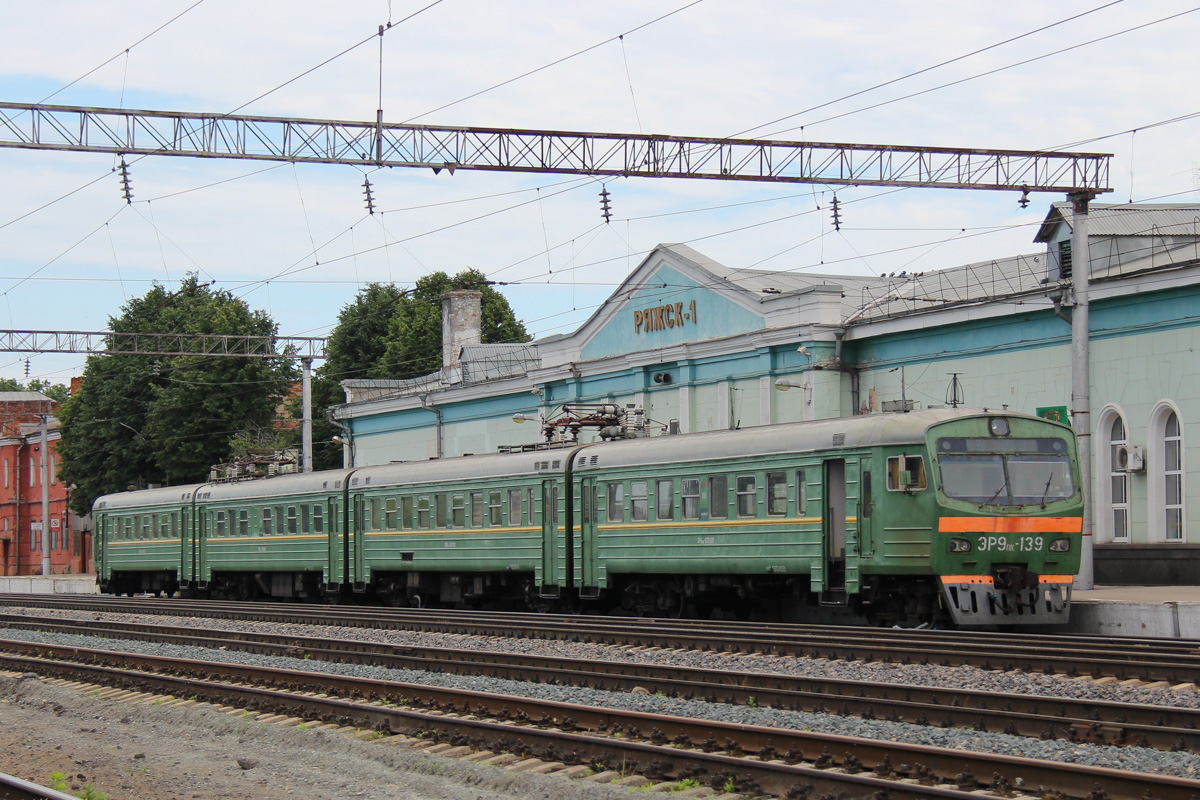
Станция «Ряжск I»

Ряжск — крупный транспортный узел. В Ряжске имеется автобусный и железнодорожный транспорт.
Железнодорожный
Ряжск I — узловая железнодорожная станция Московской железной дороги в городе Ряжск Рязанской области. Входит в Рязанский центр организации работы железнодорожных станций ДЦС-2 Московской дирекции управления движением. По основному применению является участковой, по объёму работы отнесена ко 2 классу.
На станции находится центральный железнодорожный вокзал города, обслуживающий как пригородные поезда, так и поезда дальнего следования. Также на станции есть пожарный поезд.
Автомобильный
С автовокзала города автобусы ходят в Белгород, Владимир, Волгоград, Липецк, Москву, Рязань, Воронеж, Тамбов.
Авиа
В западной части Ряжска находится заброшенный аэродром, на котором до конца 1990-х годов располагался 127 учебный авиационный полк (УАП) Борисоглебского высшего военного авиационного училища лётчиков, а затем Тамбовского высшего военного авиационного училища лётчиков, закрытого в 1995 году.

## Образование

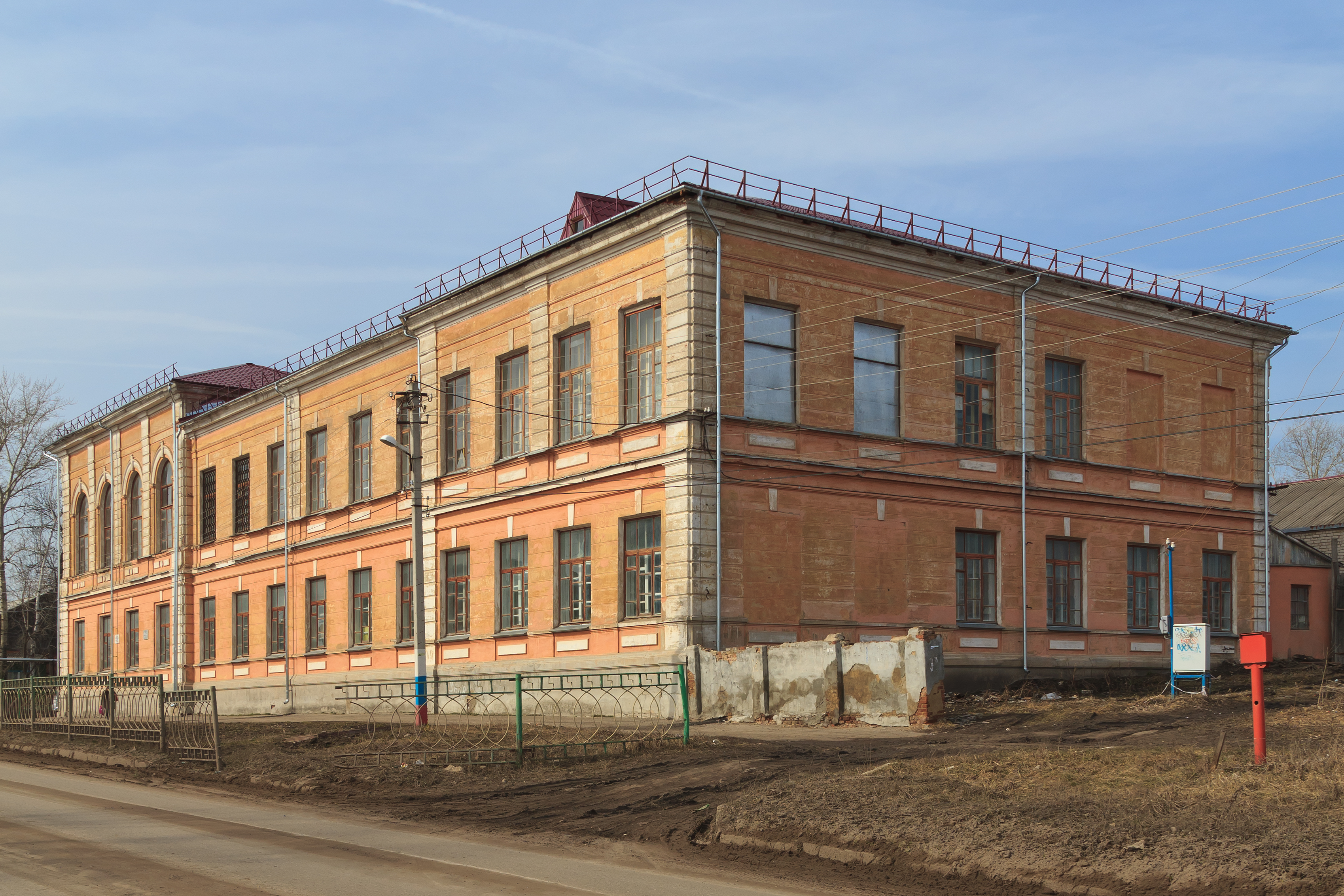
Ряжская средняя школа № 1

В городе имеется 10 детских садов, 4 общеобразовательные школы. Дополнительное образование предоставляют Ряжская детская музыкальная школа и Ряжская детская художественная школа.
В 2019 году произошло слияние двух учебных заведений: Ряжского дорожного и Ряжского технологического техникумов в единое учебное заведение Ряжский колледж имени Героя Советского Союза А. М. Серебрякова. Колледж предоставляет образование по специальностям: тракторист, швея, строительство и эксплуатация автомобильных дорог и аэродромов, сварщик, поварское и кондитерское дело, технология парикмахерского искусства, экономика и бухгалтерский учёт, техническое обслуживание и ремонт двигателей, систем и агрегатов автомобилей, техническая эксплуатация подъёмно-транспортных, строительных, дорожных машин и оборудования.

## Культура
Работает Ряжский районный Дом культуры, подведомственный отделу культуры и туризма администрации Ряжского района.
С 1991 года работает Ряжский краеведческий музей, в 1997 году ставший муниципальным. С 2002 года, когда отмечалось 500-летию Ряжска, музей находится в центре города в бывшем доме купца Петрова.

## Здравоохранение
Ряжский межрайонный медицинский центр — многопрофильное медицинское учреждение. Центр включает поликлинику, круглосуточный стационар, дневной стационар, станцию скорой медицинской помощи, фельдшерско-акушерские пункты в 15 населённых пунктах Ряжского района и центр здоровья.

## Достопримечательности

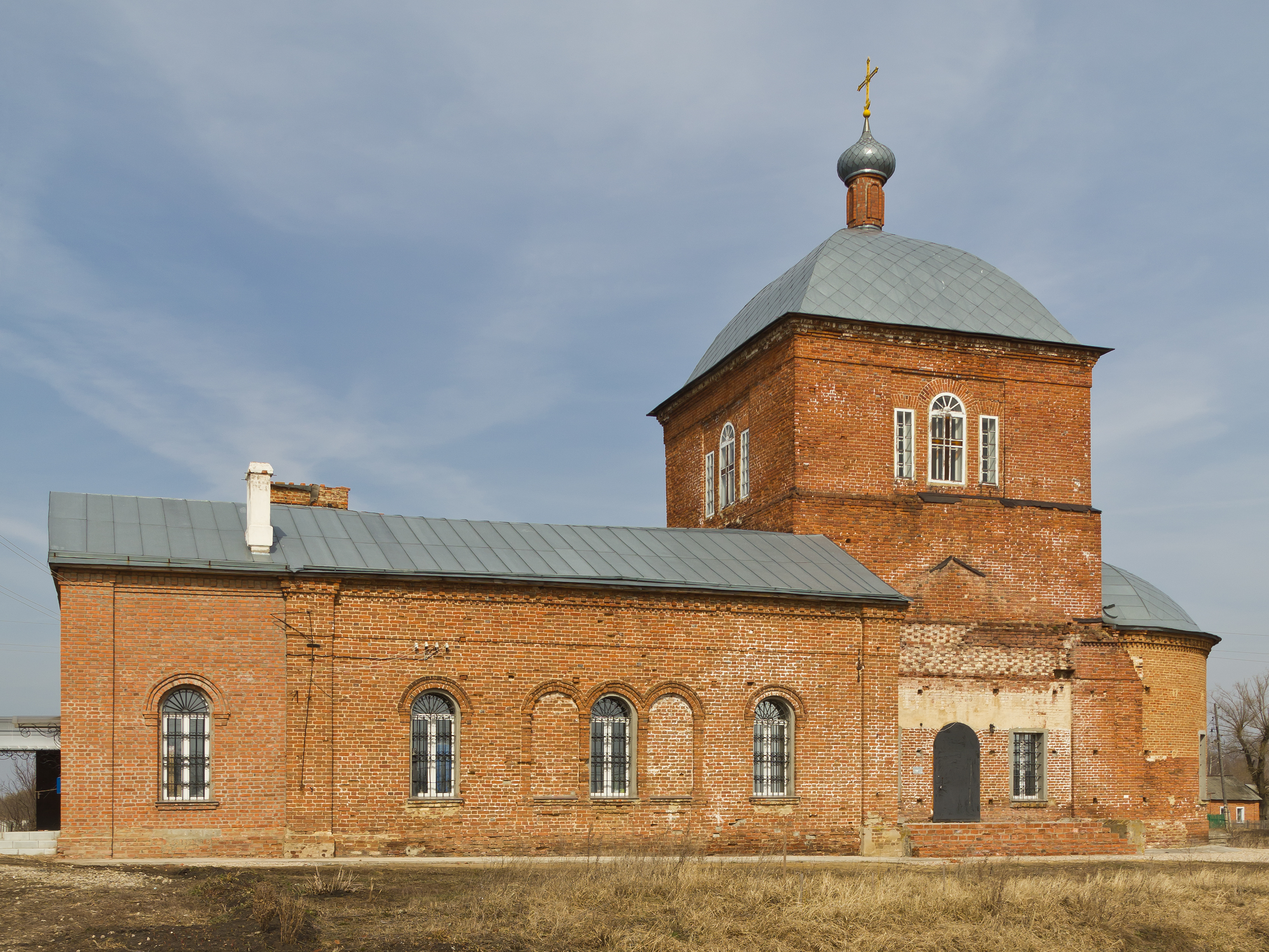
Храм Рождества Христова.

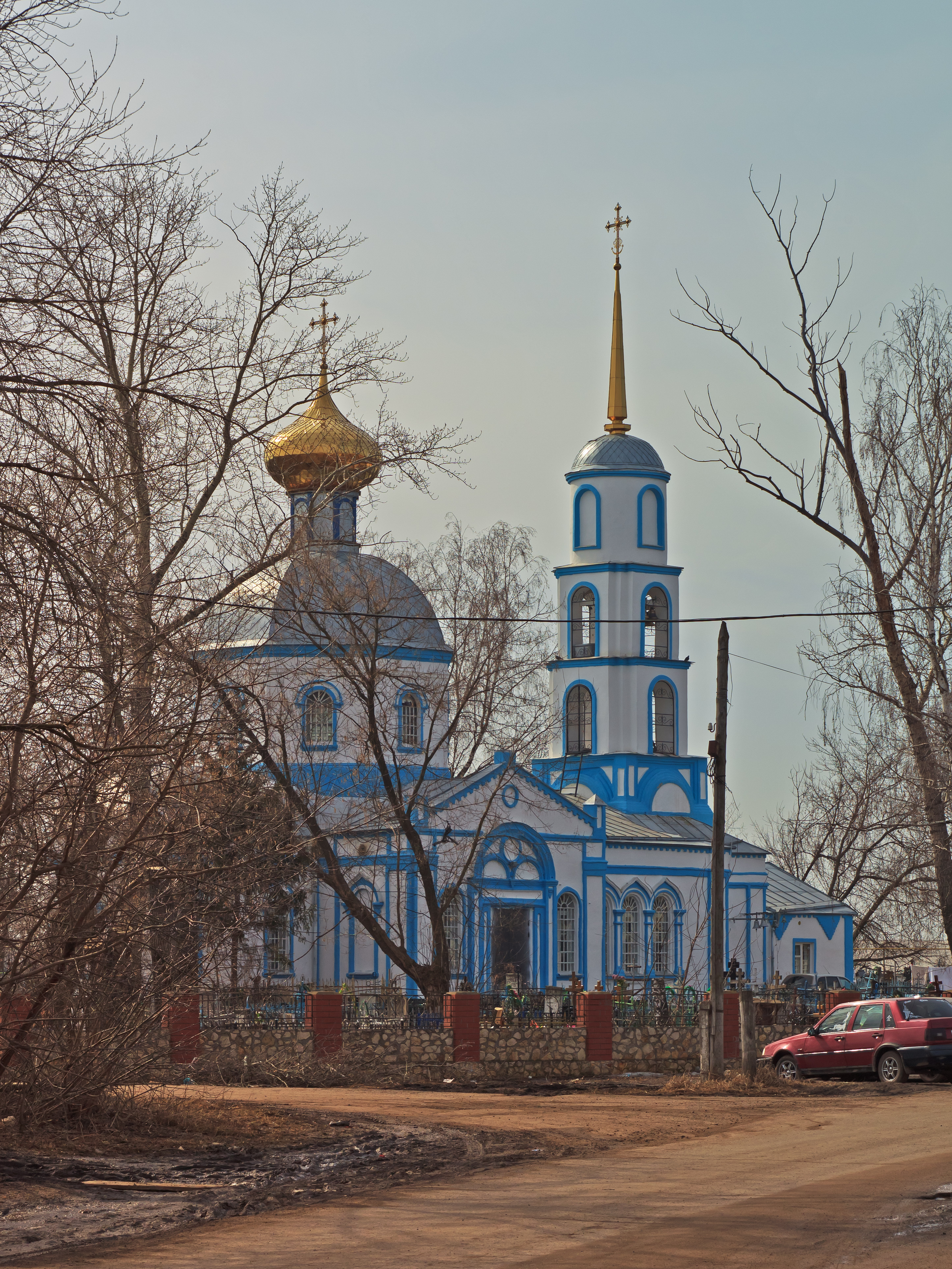
Церковь Успения Пресвятой Богородицы

В конце улицы Свободы сохранился Казённый винный склад. Склад был построен конце XIX — начале XX. В то время строительство государственных винных складов велось во многих городах России, это было связано с введением водочной госмонополии.
В западной части города на Совхозной улице находится православный храм Рождества Христова. Он один из старейших в Рязанской области, его первое упоминание датируется 1676 годом. В 1822 году на месте старой деревянной церкви был сооружён храм из камня и поставлена каменная колокольня. Закрыт в 1939 году, возрождён в 1998 году.
На улице улица Владимировка на кладбище находится церковь Успения Пресвятой Богородицы. Возведена в 1753 году. В 1939 году закрыта, но уже в 1947 вновь стала действующей.
К югу от Ряжска находится село Большая Алешня — бывшая вотчина бояр Кикиных. В поместье сохранился усадебный дом с Богородицкою церковью (1805) и пейзажным парком XIX века.
В 35 км на юго-восток от города находится село Заборово, бывшее родовое имение русского военачальника, героя русско-турецкой войны (1877—1878) и покорителя Средней Азии генерала М. Д. Скобелева. В Спасском храме-мавзолее 1764 года постройки захоронены сам Скобелев и его родители. В этом же селе в 1809 году в семье священника родился духовный композитор Михаил Виноградов.

## Памятники
В 2017 году был открыт памятник авиаторам Ряжского гарнизона. Представляет самолёт Л-39 «Альбатрос», стоящий на постаменте. На самолёте стоит номер 127 — это номер учебного авиационного полка, который базировался в Ряжске с 1971 по 1998 год.

## Официальная символика

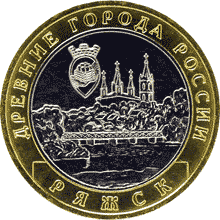
Памятная монета номиналом 10 рублей из серии Древние города России (2004 г.)

Гимн
На заре шестнадцатого века,

Чтобы землю русскую спасти,

Защитить от грозного набега,

Город-крепость вырос на Руси.
Припев:
Славься, Ряжск, — России отражение!

Ты достоин самых тёплых слов.

Пусть твоё святое возрождение

Величает звон колоколов!

Ты стоишь торжественно и гордо

Посреди ромашковых полей.

Город Ряжск — ты мой любимый город,

Нет на свете города родней.
Припев.
Мы своей историей богаты

И наказом предков дорожим.

За Отчизну ряжские солдаты,

Не жалея, отдавали жизнь.
Припев.
Есть на нашей солнечной планете

И древней, и выше города,

Но на небе Ряжска ярче светит

И моя счастливая звезда.

Припев.